# Павлов, Александр Петрович
Александр Петрович Павлов (1907, хутор Провоторский, Урюпинская волость, Царицынский уезд, Саратовская губерния, Российская империя — после 1940?) — директор Красноярского педагогического института в 1939—1940 годах.

## Биография
По всей видимости, мать Саши умерла сразу после его рождения. Воспитанием сына занимался его отец. Но в 1911 году он умер, и заботы о четырёхлетнем внуке взял на себя его дедушка.
Дед материально и морально старался поддерживать внука, чтобы тот окончил 4 группы сельской школы. В школе Александр стал первым учеником по прилежанию и способностям.
В 1924 году, в семнадцатилетнем возрасте, он вступил в комсомол.
В апреле 1926 года уехал в Ростов-на-Дону на поиски работы. Несколько месяцев, до 1 августа, как он пишет в своей автобиографии, был на правах беспризорного, пока райком комсомола не направил его на работу на бумажную фабрику им. М. И. Калинина. По рекомендации фабричного комитета комсомола А. П. Павлов поступил на вечерний рабфак.
В 1929 году стал членом партии большевиков.
Летом 1931 года окончил учёбу на рабфаке. Крайоно вручило ему путевку для поступления с 1 сентября 1931 года в Московский государственный университет.
В 1936 году окончил Московский государственный университет по специальности «гидродинамика».
В 1937—1938 годах работал директором школы № 47 г. Красноярска, преподавал математику.
В 1938—1939 годах — директор Ачинского педагогического училища.
13 мая 1939 года приказом народного комиссара просвещения РСФСР был назначен исполняющим обязанности директора Красноярского государственного педагогического института.
В начале сентября 1940 года А. П. Павлов обратился в Народный комиссариат просвещения РСФСР с просьбой освободить его от должности директора Красноярского государственного педагогического института. 21 сентября 1940 года его просьба была удовлетворена. Дальнейшая судьба А. П. Павлова неизвестна.